# Die Rache des Ali Baba
Die Rache des Ali Baba (Originaltitel: Le sette fatiche di Alì Babà) ist ein italienischer Abenteuerfilm mit Fantasyelementen, den Emimmo Salvi 1962 inszenierte. Im deutschen Sprachraum lief der Film am 19. April 1963 an. Auf Video wurde er auch als Jäger des Sarazenenschatzes angeboten.

## Handlung
Vom Wächter des Zauberbergs Sesam erhält Ali Baba den Auftrag, die Krone eines arabischen Herrschers, Hassam, zu sichern und sie diesem zu überbringen. Doch in dessen Reich haben mittlerweile üble Usurpatoren unter Mustafa die Macht ergriffen, woraufhin sich Ali Baba weigert, die Krone auszuhändigen. Er sammelt Truppen im Tal der Schatten und begibt sich zu Verhandlungen zu Mustafa, der ihn jedoch gefangen nehmen lässt. Mit der Hilfe von Loto, der Tochter von Hassam, die eigentlich Mustafa zugedacht ist, gelingt es Ali Baba zu fliehen. Loto nimmt er mit. Er kann dann seine Leute erfolgreich in die Stadt einschleusen und nach etlichen Verwicklungen die Bösewichter besiegen. Die Bewohner erhalten den gerechten Herrscher, und Ali Baba seine Loto.

## Kritik
Der „simpel gestrickte Abenteuerfilm“ (Lexikon des internationalen Films) bietet „viel Action und noch mehr Sand“. Der „Sandalenfilm“ sei „so spritzig wie eine Wanderdüne“ (Cinema).